# 朱永
朱永（1433年—1496年），字景昌。朱謙子。明朝軍事將領。保國公。妻 张氏，英国公张辅女。
朱永早年隨父征戰宣府。被俘的明英宗獲釋歸來時，路過宣府，朱謙率朱永拜見。奪門之變后，英宗召見朱永，問：「是見朕宣府者耶？」永頓首謝，即日分領宣威營禁軍。天順四年，宣府告警，其率領京軍巡撫邊疆。天順七年，統領三千營，后兼神機營。明憲宗繼位后，改都督團營，仍然兼領三千營。成化元年，荊、襄盜亂，命朱永與尚書白圭正統，獲勝。之後論功，進侯爵。之後甘肅毛里孩犯邊，命佩將軍印，會彰武伯楊信防禦，之後班師。成化六年，再拜將軍，偕都御史王越，都督劉玉、劉聚往延綏討阿羅出，獲勝，論功，予世侯。
成化十四年，加封太子太保，次年，拜靖虜將軍東征。班師后，進爵保國公。次年正月，延綏告警，命其為將軍，王越提督軍務，汪直監軍，分兵出塞，王越、汪直一部在威寧海子俘獲敵軍；而朱永一部則無功而返，之後未得封賞。久之。進太子太傅。成化十七年，再次與汪直、王越出兵大同，抵禦亦思馬，獲得首功，賜襲世公。成化十九年，蒙古小王子入邊界，宣府、大同告急，當時王越、汪直已得罪，只以朱永為鎮朔大將軍，中官蔡新監軍，督諸將周玉、李玙等，獲勝。回朝班師后，仍然督團營。之後有人稱其圖謀不軌，朱永遂求解兵權，憲宗不許。同年冬，手敕加太傅、太子太師。弘治四年，監修太廟，完工后，晋升太師。
朱永治軍嚴肅，所至多奏功。前後八次獲佩將軍印，在內總管十二團營兼掌都督府事，位列侯勛均名無與之相比。弘治九年去世，追封宣平王，謚武毅。其子朱暉嗣公爵。